# BTVI
Business Television India (BTVI), anciennement UTVi, Bloomberg UTV, Bloomberg TV India, est une chaîne de télévision indienne détenue par le groupe Business Broadcast News Pvt. Ltd (BBNPL).

## Historique
Le 4 avril 2008, UTV associé à Disney-ABC International Television lance une nouvelle chaîne, UTVi, syndication partielle des programmes d'ABC News. 
Le 2 août 2010, UTV News renomme le site BloombergUTV.com en UTVMoney.com.

## Diffusion
- Satellite 
  - Airtel : Channel 306
  - Big TV : Channel 485
  - Dish TV : Channel 598
  - Sun Direct : Channel 555
  - Tata Sky : Channel 541
  - Videocon d2h : Channel 365